# Гриффитс, Райан
Райан Гриффитс (англ. Ryan Griffiths; 21 августа 1981, Сидней, Австралия) — австралийский футболист, нападающий. Выступал в сборной Австралии.

## Карьера

### Клубная
Начинал карьеру в Австралии, выступал за молодёжные команды «Сатерленд Шаркс» и «Сидней Юнайтед». В профессиональном футболе дебютировал в 1999 году в составе австралийского клуба «Назерн Спирит». До 2004 года играл в чемпионате Австралии, затем перешёл в румынский «Прогресул», в котором отыграл два сезона. В 2006—2009 годах выступал за другой румынский клуб, «Рапид» (Бухарест). Однако, уже в 2007 году был отдан в аренду китайской команде «Ляонин». 18 марта 2007 года забил дебютный гол, который стал единственным в матче и позволил «Ляонину» обыграть «Шэньян Цзиньдэ». Показал себя в нескольких матчах Суперлиги Китая, однако затем вернулся в Австралию, где проходил лечение из-за проблем с сердцем. После этого вновь вернулся в Китай, где по окончании сезона 2008 года перешёл из «Ляонина» в «Бэйцзин Гоань».
8 июня 2009 года объявил, что по окончании сезона 2009 года вернётся в клуб Эй-лиги «Голд Кост Юнайтед», однако остался в клубе ещё на сезон.
18 ноября 2010 года Гриффитс подписал контракт на 18 месяцев с командой «Ньюкасл Юнайтед Джетс», контракт начинал действовать с января 2011 года. В матче открытия Лиги сезона 2011/12 игрок отличился, что позволило «Джетс» на домашней площадке со счётом 3:2 обыграть «Мельбурн Харт».
27 февраля 2012 года продлил контракт с «Ньюкасл Юнайтед Джетс» ещё на два года, отклонив предложения других австралийских и зарубежных клубов.
26 февраля 2013 года Гриффитс получил возможность уйти и принял решение вернуться в Китай, где присоединился к команде «Пекин Баси».
8 января 2014 года Гриффитс вернулся в Эй-лигу, присоединившись к «Аделаиде Юнайтед» на оставшуюся часть сезона.

### Международная
На международной арене дебютировал 6 сентября 2006 года, выйдя на замену травмированному Ахмаду Эльриху на 30-й минуте квалификационного матча Кубка Азии против команды Кувейта.
Следующая игра в составе национальной сборной Австралии пришлась на товарищеский матч против команды Ганы, который состоялся в ноябре 2006 года. Игрок вышел на замену на 75-й минуте матча.
Третий матч Гриффитса также был товарищеской игрой против сборной Дании, в которой его команда уступила со счётом 3:1. Игрок также вышел со скамейки, однако его игру достаточно высоко оценили.
В июне 2007 года Гриффитс принял участие в товарищеском матче сборной против команды Уругвая, в котором он вышел на замену на 55-й минуте. Сборная Австралии вновь проиграла, на этот раз со счётом 2:1.
Последняя по времени вызова в национальную сборную была товарищеская игра 2008 года против Сингапура. Игрок вышел на замену, а игра закончилась со счётом 0:0.

## Личная жизнь
У Райана — два брата-близнеца: Джоэл и Адам, оба — профессиональные футболисты. Близнецы родились в один и тот же день с Райаном с разницей в два года (21 августа).

## Достижения
«Бэйцзин Гоань»
- Чемпион Китая: 2009